# Kostel Čtrnácti svatých pomocníků (Tři Sekery)
Kostel Čtrnácti svatých pomocníků je římskokatolický filiální (dříve farní) kostel v obci Tři Sekery v okrese Cheb v Karlovarském kraji.

## Historie
Od počátků osídlení až do roku 1787 patřila obec pod farnost Trstěnice s kostelem svatého Víta. Stavbu farního kostela ve Třech Sekerách povolil císař Josef II. dopisem z 10. února 1787.
V té době se nacházely Tři Sekery na území dvou panství. Jedna část – Kynžvartské Tři Sekery – příslušela ke kynžvartskému panství Metternichů, druhá část – Tachovské Tři Sekery – k tachovskému panství Windischgrätzů.
Za počátek samostatné třísekerské farnosti je považován 13. březen 1787. První bohoslužby se konaly ve stodole, která byla na pozemku přiděleném prvnímu faráři. Stavbu kostela brzdily spory, zda kostel bude postaven na panství tachovském, nebo kynžvartském. Rozhodnout o tom měli místní obyvatelé. Ani na třech jednáních se však nerozhodlo, ke kterému panství faru a kostel přiřadit. Teprve když padl návrh, aby kostel postavili v Chodovské Huti (Chodovský Šmelctál), kde již byl připravován vhodný pozemek, se rychle rozhodlo, že kostel a faru postaví tehdejší obec Tachovské Tři Sekery.
Nejprve byla v roce 1787 vybudována přízemní fara, v polovině 19. století přestavěná na patrovou, u které vznikla malá ovocná zahrada.
Z kostela byl postaven pouze zastřešený presbytář a vybudováno 5 metrů kostelní zdi. Pro nedostatek financí došlo pouze k omezenému pokračování stavby. V roce 1788 byla dokončena stavba zdi kostela, ale roku 1789 byly stavební práce zcela zastaveny. Teprve roku 1790 se podařilo faráři získat povolení k dostavbě. Kostel vysvětil v roce 1790 vikář z Boru Augustin Haberle, tehdy farář ve Stráži. Věž kostela byla přistavěna v letech 1807–1809.
Po druhé světové válce zde skončil německý farář a předal kostel faráři z Mariánských Lázní. Později byl dán do péče kynžvartskému katolickému faráři. Fara měla přejít pod Státní statky. Objekty chátraly a teprve poté, co kostel získala v roce 2007 obec Tři Sekery do svého vlastnictví, došlo k jeho celkové renovaci.
Byla zahájena v dubnu 2009 a prováděla se po etapách do května 2011. Nejprve byl kostel nově zastřešen, stavba byla odvodněna a provedla se izolace základů. Následovaly nové kamenné chodníky a oprava příjezdové komunikace. V druhé etapě rekonstrukce byly opraveny omítky a provedeny opravy stávajících oken a osazeno sedm nových vitrážových oken.
Nově byly zrekonstruovány i sochy čtrnácti světců, po nichž je kostel pojmenován.
Kostel slouží veřejnosti hlavně pro občanské a kulturní události. Kromě výstav a koncertů je využíván také ke konání svateb a pohřbů.

## Stavební podoba
Kostel je jednolodní o půdorysu 23,8 x 11,6 metrů. Prostorný presbytář má půdorys 9,5 x 8,35 metrů. Fara a kostel se stavěly za dozoru zdejšího rychtáře Petera Lanzendörfera zedníkem jménem Gallus Lenhart z Trstěnic a tesařem Josefem Hufnaglem ze Tří Seker.
Dodatečně byla v letech 1807–1809 postavená hranolová věž na západní straně kostela. Je vysoká 32 metrů. Navazuje na střechu kostela a je završena výraznou, zdaleka viditelnou cibulovou bání.
Při kostele stojí socha archanděla Michaela, která je starší než kostel a pochází z roku 1717. Před kostel byla převezena roku 1762 ze zaniklé hornické osady Cech svatého Víta. Rok uvedený na podstavci připomíná renovaci z roku 1797. Socha je od roku 1963 chráněna jako kulturní památka. Také socha svatého Jana Nepomuckého u kostela je starší než kostel a pochází z roku 1765.

### Interiér
Do kostela byl přenesen inventář ze zrušeného klášterního kostela Paulánů ze Světců u Tachova, především hlavní oltář se 14 sochami. V roce 1860 byl snesen a 14 soch pomocníků v nouzi v životní velikosti bylo rozmístěno v kostelní lodi. Rovněž hlavní oltář, kazatelna, varhany, zvon a další zařízení pocházelo z tohoto paulánského kláštera. Současný oltář je již druhý, pseudorománský, pochází z roku 1860. Celý presbytář je již nově přestavěn. Na evangelní straně se vchází do sakristie, odkud vede dřevěné schodiště na dřevěný balkón. Schodiště se větví a samostatné schody vedou do kazatelny. Původní Křížový oltář se nacházel ještě před druhou světovou válkou jako postranní oltář na epištolní straně v lodi. V roce 1979 byl přenesen na evangelní stranu a značně pozměněn. Kostel měl původně jen malý hudební chór, ale již v roce 1803 byl rozšířen o postranní empory, které byly po druhé světové válce odstraněny a loď se tak vizuálně rozšířila.
Tradovalo se, že zvon byl dovezen z paulánského kláštera jako jediný. Kromě tohoto měl kostel malý vlastní zvonek umíráček. Velký zvon v roce 1822 praskl a v roce 1831 z něho byly ulity dva menší. Za obou světových válek byly zvony sneseny a zrekvírovány. Poprvé to bylo 6. ledna 1917, nahrazeny byly třemi novými od firmy Richard HEROLD z Chomutova. Svěceny byly 21. prosince 1919. Podruhé byly zvony zrekvírovány v roce 1942. V kostele zůstal jen umíráček podobně jako za první světové války.